# 新フランス評論
『新フランス評論』（しんフランスひょうろん、La Nouvelle Revue Française）は、1908年創刊のフランスの文芸雑誌。2度の大戦時の休刊を経て今に続く。初期は同人誌だったが、現在は総合出版の大手ガリマール出版社が発行している。多くの作家を育てた。N.R.F.、NRF、nrfとも書かれる。読みはエヌエルエフ（エネレフ）。

## 小史
1908年11月、若い作家らによりパリで創刊されたが、直ちに派閥割れし、1909年2月、再出発した。同人はアンドレ・ジッド、アンリ・ゲオン、ジャン・シュランベルジェ、ジャック・コポー、アンドレ・リュイテルス、マルセル・ドルーアンの6人であった。「出直し創刊号」は、ジッドの『狭き門』第一部も載せた。
第24号を出した1910年末、出版部門設立のため、同人らが知る資産家の息子、ガストン・ガリマールに声をかけた。NRF出版社（Éditions de La Nouvelle Revue française）が1911年3月に発足し、ガリマールが『新フランス評論』誌の出版人となった。
1913年10月、ジャック・コポーが旗揚げしたヴィユ・コロンビエ座は、NRFの演劇部門であり、一党が開場の雑役を手分けし、初日には総見におよんだ。
第一次世界大戦が勃発して関係者の多くが出征し、1914年9月から1919年6月まで休刊した。
第二次世界大戦中のパリのナチスは、親独のピエール・ドリュ＝ラ＝ロシェルの編集長就任を強行し、NRF誌は1940年12月以降彼が編んだが、同人らの非協力のため、1943年6月、休刊に追い込まれた。
1953年1月、『新新フランス評論』と改名して再出発した。復刊に手間取ったのには、対独協力に関する戦後の糾弾の矛先を、「ガリマール書店」が、「ドリュ＝ラ＝ロシェル編集の『新フランス評論』誌」の方へかわした、という事情があった。
『新新』誌は、モーリス・ブランショの時評が評判を呼んだ。1959年2月号から『新』を一つ除いて旧名に戻した。1999年1月からは、季刊に間延びした。

## 編集長と筆者
- 1909年 - 1912年：アンドレ・ジッド
- 1912年 - 1914年：ジャック・コポー

この時期までの筆者（抄）：エミール・ヴェルハーレン、ロマン・ロラン、アンドレ・スアレス、ポール・クローデル、フランシス・ジャム、アンドレ・ジッド、ポール・ヴァレリー、マルセル・プルースト、シャルル・ペギー、レオン＝ポール・ファルグ、オスカル・ミロシュ、ガストン・ガリマール、ロジェ・マルタン・デュ・ガール、ジャン・ジロドゥ、シャルル・ヴィルドラック、ジョルジュ・デュアメル、ジュール・ロマン、ジャック・リヴィエール、サン＝ジョン・ペルス。タ ゴール、ミゲル・デ・ウナムーノ、ジャック・ロンドン、ジョゼフ・コンラッド
- 1914年9月 - 1919年6月：第一次世界大戦による休刊

- 1919年 - 1925年：ジャック・リヴィエール

この時期の新たな筆者（抄）：アラン、ジュール・シュペルヴィエル、フランソワ・モーリアック、ポール・モラン、ジャン・コクトー、ピエール・ドリュ＝ラ＝ロシェル、アンリ・ド・モンテルラン、アントナン・アルトー、ポール・エリュアール、アンドレ・ブルトン、ルイ・アラゴン、マルセル・アルラン、アンドレ・マルロー。ジュゼッペ・ウンガレッティ
- 1925年 - 1940年：ジャン・ポーラン

この時期の新たな筆者（抄）：ジャック・シャルドンヌ、ガストン・バシュラール、ジョー・ブスケ、ウジェーヌ・ダビ、ジャック・オーディベルティ、アンリ・ミショー、ミシェル・レリス、レーモン・クノー、ジャン・フォラン、ジャン＝ポール・サルトル、ルネ・エティアンブル、ロジェ・カイヨワ、T・S・エリオット、ボリス・パステルナーク
- 1940年 - 1943年：ピエール・ドリュ＝ラ＝ロシェル
  - 1943年6月 - 1952年12月：第二次世界大戦末期以降の休刊
- 1953年 - 1968年：ジャン・ポーランとマルセル・アルラン
- 1968年 - 1977年：マルセル・アルラン
- 1977年 - 1987年：ジョルジュ・ランブリクス（フランス語版）
- 1987年 - 1996年：ジャック・レダ（フランス語版）
- 1996年 - 1999年：ベルトラン・ヴィザージュ（フランス語版）
- 1999年 - 2010年：ミシェル・ブロードー（フランス語版）
- 2011年 - 2015年：アントワーヌ・ガリマール（フランス語版）、フィリップ・フォレスト、ステファヌ・オードギー（フランス語版）
- 2016年 - ：ミシャル・クレピュ（フランス語版）